# Масонство в Беларуси
Масонство в Белоруссии — масонские организации и масоны, которые находились и находятся на территории Белоруссии и ВКЛ с XVIII века по наши дни.

## История
- В 1738 году, спустя 21 год после появления Великой ложи Англии, граф Рутовский, внебрачный сын короля Августа Сильного, основал в Дрездене ложу «Три белых орла», которая считается колыбелью польского и литовского (белорусского) масонства[1].
- В 1780 году руководителем одной из лож был менский староста Пшездецкий.
- В Вильне в 1781 году появилась ложа для женщин.
- Но в 1822 году указом императора Александра I была запрещена деятельность всех тайных организаций (в том числе и масонских лож).
- Через 17 лет, в 1839 году, минские власти получили приказ Виленского военного губернатора князя Долгорукого: «Все масонские знаки, книги, бумаги, дипломы и другие вещи — вырыть яму внизу, под горой, на улице, ведущей вдоль Жидовского кладбища до Ляховки, — и сжечь», что и было сделано.
- В 1910 году в Вильне была создана ложа «Единство». В неё входило семь человек, среди них были братья Антон и Иван Луцкевичи, лидеры белорусского национального движения. Несколько ранее возникла ложа и в Минске. Эти организации возникли по инициативе ложи «Великий восток народов России». При этом если в 18 — начале 19 веков в такие организации входили преимущественно аристократы, то теперь — интеллигенция[2].
- В 2019 году в Беларуси была создана Великая ложа Беларуси,  учредителями выступили Великие ложи Польши, Литвы и Украины. На момент создания в неё входили три ложи.[3][4][5]